# Bill Cunliffe

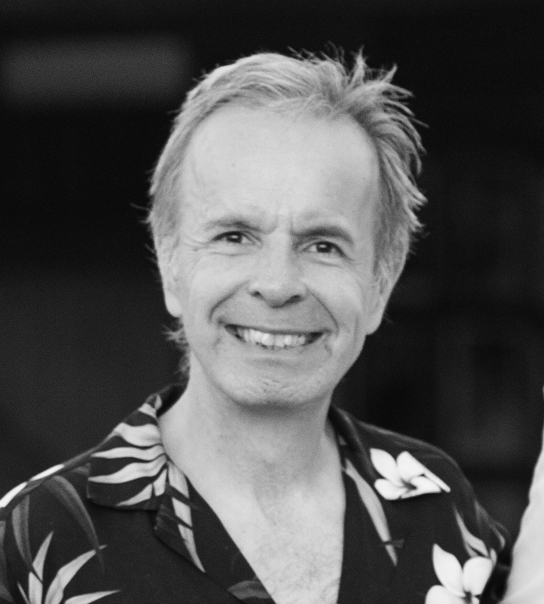
Bill Cunliffe

Bill Cunliffe (* 26. Juni 1956) ist ein US-amerikanischer Jazzpianist, Komponist und Arrangeur.

## Leben und Wirken
Cunliffe studierte an der Duke University bei Mary Lou Williams. Den Masterabschluss erwarb er an der Eastman School of Music. Er unterrichtete an der Central State University in Wilberforce, Ohio, tourte dann als Pianist und Arrangeur mit der Buddy Rich Big Band und arbeitete mit Frank Sinatra. Im Laufe seiner Karriere spielte er außerdem mit Ray Brown, Joe Henderson, Freddie Hubbard, Benny Golson, James Moody und Joshua Redman. Gegenwärtig arbeitet er mit seinem eigenen Trio Imaginacion und im Duo mit der Jazzflötistin Holly Hofmann, mit der er bislang fünf Alben eingespielt hat. Cunliffe schrieb außerdem zwei Bücher über Jazzthemen, Jazz Keyboard Toolbox und Jazz Piano Inventions (Alfred Publications), ferner veröffentlichte er Bigband-Kompositionen und Chormusik. Als Komponist und Arrangeur arbeitete er mit Orchestern wie dem Cincinnati Pops Orchestra, den Illinois Philharmonic, Reading (PA) Symphony und dem Henry Mancini Institute Orchestra. Zu seinen Orchesterwerken zählt die dreiteilige Romantic Fantasy for piano and orchestra und Viva Mexico. Er unterrichtet als  Assistant Professor of Music am Esther Boyer College of Music and Dance an der Temple University.

## Preise und Auszeichnungen
Bill Cunliffe gewann 1989 den Thelonious Monk International Jazz Piano Award und erhielt Stipendien des National Endowment for the Arts. Sein Arrangement für den Titel Do It Again wurde 2006 für den Grammy nominiert. Cunliffe gewann mit Oscar Petersons West Side Story Medleyden Grammy 2010 für das Beste Instrumental-Arrangement. Außerdem gewann er mehrere Awards von Down Beat für Bigband- und Orchester-Kompositionen.

## Diskographische Hinweise
- Rare Connection (Discovery, 1993) mit Bob Sheppard, Clay Jenkins, Bruce Paulson, Dave Carpenter, Peter Erskine
- Bill in Brazil (Discovery, 1995) mit Ricardo Silveira, Oscar Castro-Neves, Elio Cafaro, Marcos Ariel, Alex Acuña
- Live at Bernie's (Groove Note, 2001) mit Darek Oles, Joe LaBarbera
- How My Heart Sings (Tom, 2003) mit Bob Sheppard, Bobby Shew, Joe LaBarbera
- Imaginacion (Tom, 2005)
- Blues and the Abstract Truth: Take 2 (Resonance, 2008) mit Tom Warrington, Mark Ferber, Bob Sheppard, Brian Scanlon, Jeff Clayton, Andy Martin, Larry Lunetta, Terell Stafford
- River Edge, New Jersey (Azica, 2013) mit Martin Wind, Tim Horner
- Trio (2021), mit John Patitucci, Vinnie Colaiuta